# Mira Sorvino
Mira Sorvino (født 28. september 1967 i New Jersey, USA) er en amerikansk skuespiller.
For sin rolle som Linda i filmen Mig og Afrodite, (Mighty Aphrodite) vandt hun en Oscar for bedste kvindelige birolle.
Hun er også kendt for at spille en af hovedpersonerne, Tess Chaykin, i Den Sidste Tempelridder, baseret på Raymond Khourys Internationale New York Time Bestseller roman af samme navn.